# United States National Geodetic Survey

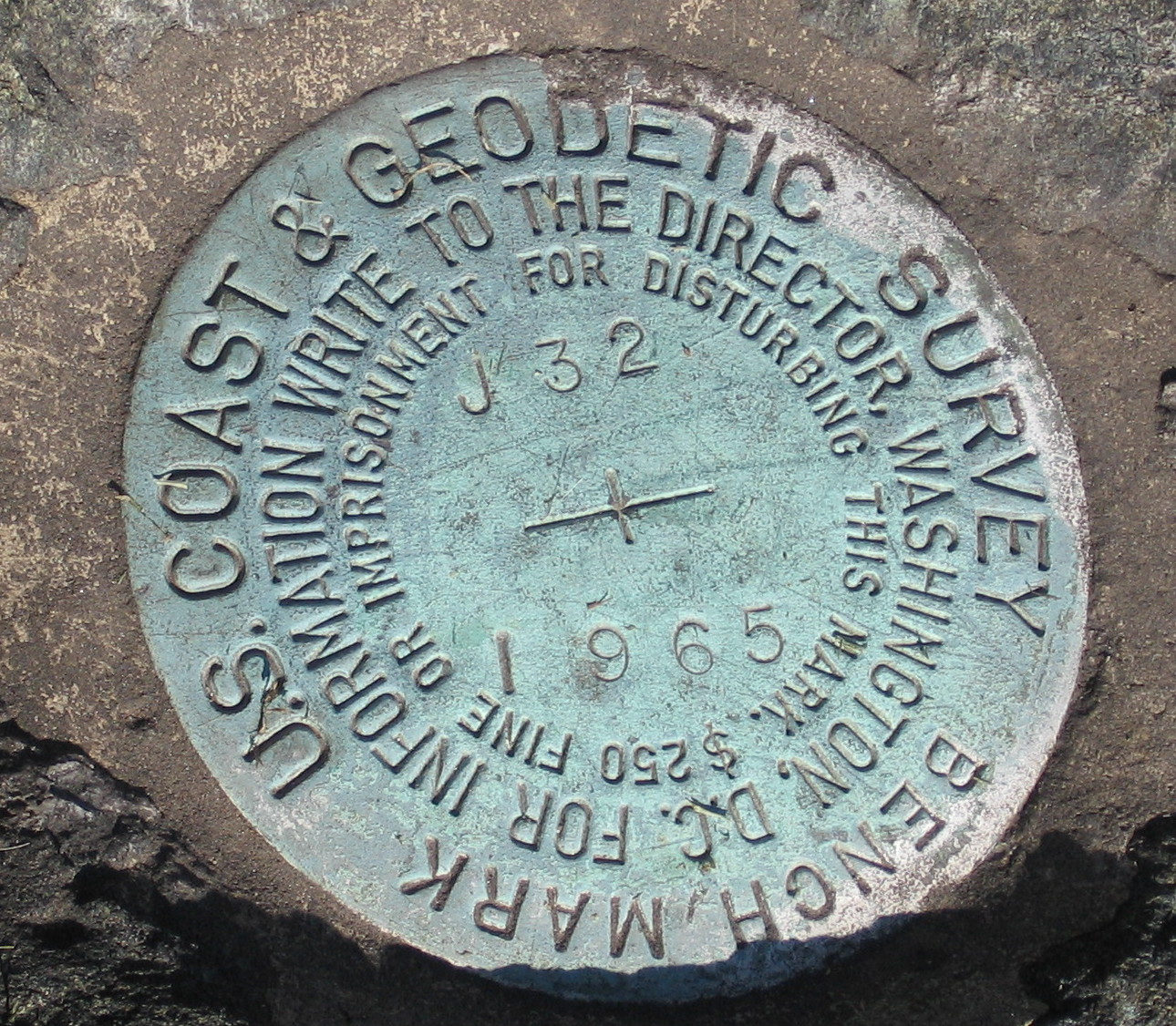
Indicatore di un punto di rilevazione trigonometrica del Geodetic Survey

Il National Geodetic Survey (NGS), è l'agenzia federale degli Stati Uniti d'America che si occupa di cartografia e geodesia. Dal 1970 fa parte dalla National Oceanic and Atmospheric Administration, che a sua volta dipende dal Dipartimento del Commercio degli Stati Uniti. Ha sede a Silver Spring, nel Maryland.
Il National Geodetic Survey definisce e gestisce il sistema di coordinate geodetiche nazionali ed il segnale orario.

## Storia
Thomas Jefferson fondò lo United States Survey of the Coast nel 1807 come istituto idrografico della neonata federazione. Nel 1878 l'ente venne incaricato anche della geografia terrestre e fu ribattezzato United States Coast and Geodetic Survey; in esso lavorò il filosofo pragmatista Charles Sanders Peirce. Nel 1970 l'agenzia assunse l'attuale denominazione.